# Santa Cruz (tỉnh)
Tỉnh Santa Cruz (tiếng Tây Ban Nha: Provincia de Santa Cruz) là một tỉnh thuộc vùng Cajamarca của Peru. Tỉnh Santa Cruz có diện tích 1418 km², dân số thời điểm theo điều tra dân số ngày 11 tháng 7 năm 1993 là 44571 người. Tỉnh lỵ đóng ở Santa Cruz.